# 旭川ライブジャム
旭川ライブジャム（あさひかわライブジャム）は、北海道旭川市で1986年より不定期に開催されている音楽イベント。2015年には花火大会も開催された。

## 概要
1986年にカムイスキーリンクスで初開催、当初は「旭川ミュージックフェスティバル カムイLIVE JAM'86 in ASAHIKAWA」として開催。
「旭川は北海道第二の都市にも関わらず一流歌手のコンサートが殆ど開催されない、自分たちの手で呼べないか」との思いや町おこしの一助となる事を狙い旭川市内の若者有志により企画され、初年度はレイ・チャールズ・オーケストラやニューヨーク・ジャズ・オーケストラなどジャズ系の出演者が多く、ジャズ・フェスティバルの色彩の強いイベントだった。
翌1987年より開催地を旭川市江丹別の「若者の郷」に移す。ボランティア組織「ライブジャム倶楽部」が運営や宣伝を担い、以後は地元・旭川出身の安全地帯を始めとしてロック・ポップス系の出演者も多くなり、夏の野外音楽イベントとして定着した。1998年からは場所を、当時再開発中だった北彩都あさひかわ内の宮前球場跡地特設ステージへと移した。1990年代にはNHK-FMでのラジオ特番や、衛星第2放送でのテレビ特番も編成されていた。
しかし2000年代に入ると、会場確保が困難なことや天候に左右されない開催を求め市内の旭川大雪アリーナや旭川市民文化会館など屋内での開催となる。またこの頃から開催時期が不定になり、2003年度は屋外開催の再開を検討するも出演者の日程調整が難航し2003年中の開催を断念し翌3月に繰り下げて屋内開催とした。
2004年8月からはサンタプレゼントパークでの屋外開催に戻るも若手バンドを中心とした出演陣となり、2007年まで同様の形で続いたが、2009年1月17-18日に道の駅あさひかわ（旭川地場産業振興センター大展示場）で開かれた「ASAHIKAWA LIVE JAM SHOW CASE 2009」を最後に、一時開催が途絶えた。
その後、2014年開催の「旭川北彩都花火大会」を引き継ぐ形で、2015年8月8日にサンタプレゼントパークにて「旭川ライブジャム花火大会2015」が開催され、6年ぶりに「旭川ライブジャム」の名称が復活してのライブイベントが行われた。しかしこの「花火大会」を最後に、再び開催が途絶えている。

## 過去の主な出演者
- レイ・チャールズ&オーケストラ[3]、バブルガム・ブラザーズ、ルー・ドナルドソン・カルテット フィーチャリング寒川俊彦、佐藤允彦トリオ ゲスト峰厚介・伊藤君子、金子晴美with佐山雅弘グループ、大友・楠本クインテット ゲスト初山博・福村博、スターダストレビュー、司会：藤村俊二・宇佐江りえ（1986年8月3日 カムイスキーリンクス）[2]
- スタイリスティックス、ネヴィル・ブラザーズ+ドクター・ジョン、柳ジョージ、高橋達也と東京ユニオン+大野えり[12]、サリナ・ジョーンズ、THE SQUARE、テレンス・ブランチャード〜ドナルド・ハリソンクインテット（1987年7月26日 江丹別若者の郷）[13]
- 松岡直也、ARB、ハイ・ファイ・セット、アビー・リンカーンカルテット、コーネル・デュプリーSUPER BANDフィーチャリングリチャード・ティー トシヒコ・カンカワ、マーカス・ミラー&ザ・ジャマイカ・ボーイズ、渡辺貞夫（1988年7月31日 江丹別若者の郷）[14]
- スリー・ディグリーズ、マイティ・クラウズ・オブ・ジョイ、マリーン、SHOW-YA、大橋純子（1989年7月30日 江丹別若者の郷）[15]
- J-WALK、日野皓正&ブルーストラックバンド[16]、RHINOCEROS、鈴木聖美、T-SQUARE[17]（1990年7月29日江丹別若者の郷[18]）
  - T-SQUAREのライブ映像は、DVD『LIVE“NATURAL”』に収録されている。
- B.B.キング、ジャッキー・マクリーン、KAN、鈴木雅之、バブルガム・ブラザーズ、ダーティー・ダズン・ブラス・バンド、ジョアン・ブラッキーン・カルテット（1991年7月28日江丹別若者の郷）[19]
- Band of Pleasure（カール・アンダーソン、デイヴィッド・T・ウォーカー、山岸潤史ほか）、小野リサ、What is HIP?、epo[20]（1992年8月9日江丹別若者の郷予定、台風10号低気圧に伴い中止[21]）
- 中村あゆみ、中西圭三、アン・ルイス、ゴンチチ、東京スカパラダイスオーケストラ（1993年8月1日江丹別若者の郷）[22]
- 小比類巻かほる、オルケスタ・デ・ラ・ルス、クール&ザ・ギャング、杏子、ORIGINAL LOVE[23]、三喜屋・野村モーター's BAND（1994年7月31日江丹別若者の郷）[24]
- 中西圭三、バブルガム・ブラザーズ、鈴木聖美、上田正樹、谷村有美[3]、司会：赤坂泰彦[25]（1995年7月30日[3]） - 第10回を記念し過去の出演者リストからファン投票上位の歌手を中心に選定[3]。
- OYSTERS、パンベリ・スティール・オーケストラ、スターダストレビュー、森川美穂、宇崎竜童&RUコネクションwith井上堯之、高中正義（1996年8月11日江丹別若者の郷）[26]
  - スターダストレビューのライブ映像は、DVD『年めくり30年30曲』に1曲のみ収録されている。
- Eins:Vier、熱帯JAZZ楽団、4.P.M、MOON CHILD、SALT&SUGAR、TOSHI、加山雄三 with HYPER LAUNCHERS（1997年8月10日江丹別若者の郷）[27]
- 玉置浩二（1998年7月18日 北彩都あさひかわ宮前球場跡地特設ステージ[28]）
- pelo、恋愛信号、favorite blue、the brilliant green、SURFACE（1999年7月31日 北彩都あさひかわ特設ステージ）[29]
- 玉置浩二（2000年10月15日大雪アリーナ）[30]
- つのだひろ、三原綱木、加橋かつみ（2001年9月24日大雪アリーナ）[31]
- コブクロ、花*花、杉田二郎、市井紗耶香in CUBIC-CROSS[32]、Song For Memories（鈴木康博・山本潤子・細坪基佳）（2002年9月1日大雪アリーナ）[33]
- 角松敏生、スガシカオ、キンモクセイ（2004年3月28日 旭川市民文化会館）[34][35]
- THE NEUTRAL[36]、マスラヲコミッショナー、riddim sauntnv、SQUEEZE!!（2004年8月8日サンタプレゼントパーク）[8]
- 近藤房之助、野狐禅[37]、雷鼓（2005年7月31日サンタプレゼントパーク）[38]
- ひのき屋（2006年7月30日サンタプレゼントパーク）[39]
- Japan AOR Members、野狐禅（2007年7月29日サンタプレゼントパーク）[40]
- SunSet Swish[41]、ナナイロマン、THE GOOD TERMS、RADICALS（2009年1月17-18日 旭川地場産センター・CASINO DRIVE）[9]
- SEAMO、TRIPLANE、サンプラザ中野くん、BELLRING少女ハート、LOVERSSOUL、EverZOne、佐藤広大、司会：DJ龍太（2015年8月8日サンタプレゼントパーク）[42]